# Duncan III (Mormaer de Fife)
Pour les articles homonymes, voir Duncan.
Duncan III MacDuff (c.1262– † septembre 1289) 8e comte de Fife de 1270 à 1289  et Gardien de l'Écosse de 1286 à 1289.

## Origine
Duncan III MacDuff est le fils et successeur de Colban, qui meurt vers 1270. À la mort de son père, il n'est âgé que de huit ans et la garde du comté de Fife est confiée à Alexandre le fils du roi Alexandre III d'Écosse. Ce n'est qu'à la mort du prince Alexandre en 1284 que Duncan III prend possession de son comté.

## Comte de Fife
Deux ans plus tard lors d'une assemblée à Scone en avril 1286, le comte Duncan III est parmi les six Gardiens d'Écosse choisis pour assumer le gouvernement du royaume à la suite de la mort d'Alexandre III d'Écosse le 19 mars. Du fait de la jeunesse et de l'inexpérience de Duncan III, sa nomination est sans doute un hommage à la situation traditionnellement prépondérante de la lignée des MacDuff parmi la noblesse d'Écosse . Le jeune comte Duncan III est un proche de Robert (V) de Brus (mort en 1295) futur prétendant au trône lors de la « Grande Cause ».
Le comte Duncan III est tué vers le 3/9 septembre 1289 à Pitpullox à deux miles à l'ouest de Brechin par Sir Hugh Abernethy, son voisin et parent comme descendant d'Aedh MacDuff, ancien shériff et conseiller d'Alexandre III d'Écosse et proche de la famille Comyn et Sir Walter de Percehay. Duncan III est inhumé dans l'abbaye de Coupar dans le comté d'Angus pendant que son meurtrier est poursuivi et emprisonné. Walter Bower et la Chronique de Lanercost attribuent ce crime à sa « cruauté et à sa cupidité » car il aurait mis à profit sa charge pour augmenter ses domaines propres. Son meurtre est désormais interprété comme le début des tensions entre les Bruce et les Balliol-Comyn et le prélude à la constitution des factions qui ne tarderont pas à entrer en conflit.
Après la mort de Duncan III, le comté de Fife est sous la garde de William Fraser, l'évêque voisin de St Andrews. Au cours de l'été 1292, un certain MacDuff oncle du défunt comte Duncan porte plainte auprès du roi Édouard Ier d'Angleterre, qui administre le royaume d'Écosse contre l'évêque Fraser parce que ce dernier lui dénie la propriété de domaines dans le comté. L'évêque est un proche conseiller du futur roi Jean d'Écosse et le Parlement royal réuni après l'intronisation de Jean Ier, somme MacDuff d'apporter des preuves de ses accusations avant de l'arrêter et de l'emprisonner.

## Union et postérité
Duncan III est réputé avoir épousé en Angleterre en 1286–1287, Jeanne, la fille de Gilbert de Clare, comte de Gloucester († 1295) dont :  
- Duncan IV